# Todor Kolev (calciatore 1942)
Todor Kolev (Harmanli, 29 aprile 1942) è un ex calciatore bulgaro, di ruolo centrocampista.

## Palmarès

### Club

#### Competizioni nazionali
- Coppa di Bulgaria: 1

Slavia Sofia: 1966